# برکین مایر
برکین مایر (به انگلیسی: Breckin Meyer) (زادهٔ ۷ مهٔ ۱۹۷۴) بازیگر، نویسنده و تهیه‌کننده آمریکایی است که بیشتر برای بازی در نقش‌هایش در فیلم‌هایی مانند بی‌سرنخ (۱۹۹۵)، حیله (۱۹۹۶)، سفر جاده‌ای (۲۰۰۰)، سگ‌دو (۲۰۰۱) و ارواح دوست‌دخترهای سابق (۲۰۰۹) شناخته می‌شود. او نقش جان آرباکل را در فیلم‌های لایو اکشن گارفیلد بازی کرد. او همچنین صداپیشگی جوزف گریبل جوان را در پادشاه تپه (۲۰۰۰–۲۰۱۰) برعهده داشته است و در نقش جرد فرانکلین در فرانکلین و بش (۲۰۱۱–۲۰۱۴) بازی کرد. کار او در نمایش پویانمایی استاپ‌موشن مرغ ربات دو جایزه آنی و پنج نامزدی جایزه امی ساعات پربیننده را به ارمغان آورده است.

## اوایل زندگی
مایر در ۷ مه ۱۹۷۴ در مینیاپولیس، مینه‌سوتا زاده شد. مادرش، دوروتی آن (متولد ویال)، یک آژانس مسافرتی و میکروبیولوژیست پیشین بود و پدرش، کریستوفر ویلیام مایر، مشاور مدیریت بود. او در کالیفرنیا، تگزاس، ویرجینیای غربی و نیوجرسی زندگی کرده است. او یک برادر بزرگتر به نام فرانک و یک برادر کوچکتر به نام آدام دارد. او در دوران ابتدایی با درو بریمور هم‌مدرسه بود (و به نظر می‌رسد اولین بوسه‌اش را از او تجربه کرده باشد) و همچنین به دبیرستان بورلی هیلز رفت. از طریق دبستانش، او با نماینده بریمور آشنا شد که او را به قرارداد امضا کرد. به عنوان یک پسر کوچولو، او اغلب در تبلیغات تلویزیونی دیده می‌شد و همچنین به عنوان یک شرکت‌کننده کودک در برنامه تلویزیونی بازی کودکانه ظاهر شد. او همچنین ادعا می‌کند که برای چندین سال در دبیرستان در یک تابوت بسته خوابیده است.

## فعالیت
مایر نقش‌های مختلفی به عنوان یک معتاد بازی کرده است، که با حضورش در فردی مرده‌است: آخرین کابوس (۱۹۹۱) آغاز شد، جایی که او در یک بازی ویدئویی به قتل رسید. نقش برجسته او در صفحه نمایش در فیلم جوانان بی‌سرنخ (۱۹۹۵) به عنوان یک جوان اسکیت‌سوار معتاد بود. مایر شخصیت‌های مشابهی را در حیله و فرار از لس آنجلس جان کارپنتر (هر دو ۱۹۹۶) ارائه داد. او همچنین نقش بهترین دوست یک ورزشکار المپیکی را در فیلم زندگینامه‌ای پرفونتین (۱۹۹۷) و یک دانش‌آموز دبیرستانی که آرزوی ترک زادگاهش را دارد، در رقصنده، تگزاس پاپ. ۸۱ (۱۹۹۸) ایفا کرد.
در ۵۴ (همچنین ۱۹۹۸)، که نگاهی به زندگی در مکان شبانه معروف دهه ۷۰، استودیو ۵۴ دارد، این بازیگر به عنوان پیشخدمت جوانی که با دختر کت چک (سلما هایک) ازدواج کرده و توسط یک پیشخدمت بار (رایان فیلیپ) تعقیب می‌شود، انتخاب شد. مایر با فیلیپ دوستی نزدیک است و آنها با ست گرین یک شرکت تولید مشترک دارند.
مایر سپس در فیلم‌هایی از جمله برو (۱۹۹۹) و نفوذی (۱۹۹۹) حضور یافت و قبل از اینکه به نقش اصلی کامل در فیلم پرفروش دریم‌ورکس سفر جاده‌ای (۲۰۰۰) منتقل شود، به خاطر نقشی که دوباره یک شخصیت در حال سفر در سرتاسر کشور را بازی می‌کرد، مشهور شد. در این فیلم، او نقش یک دانشجوی کالج را ایفا کرد که به شدت امیدوار بود یک نوار ویدئویی از خود که به همراه یک دختر دیگر رابطه جنسی خود را ثبت کرده بود، که به طور تصادفی برای دوست دخترش که در فاصله دور بود، ارسال شده بود، دوباره به دست آورد.

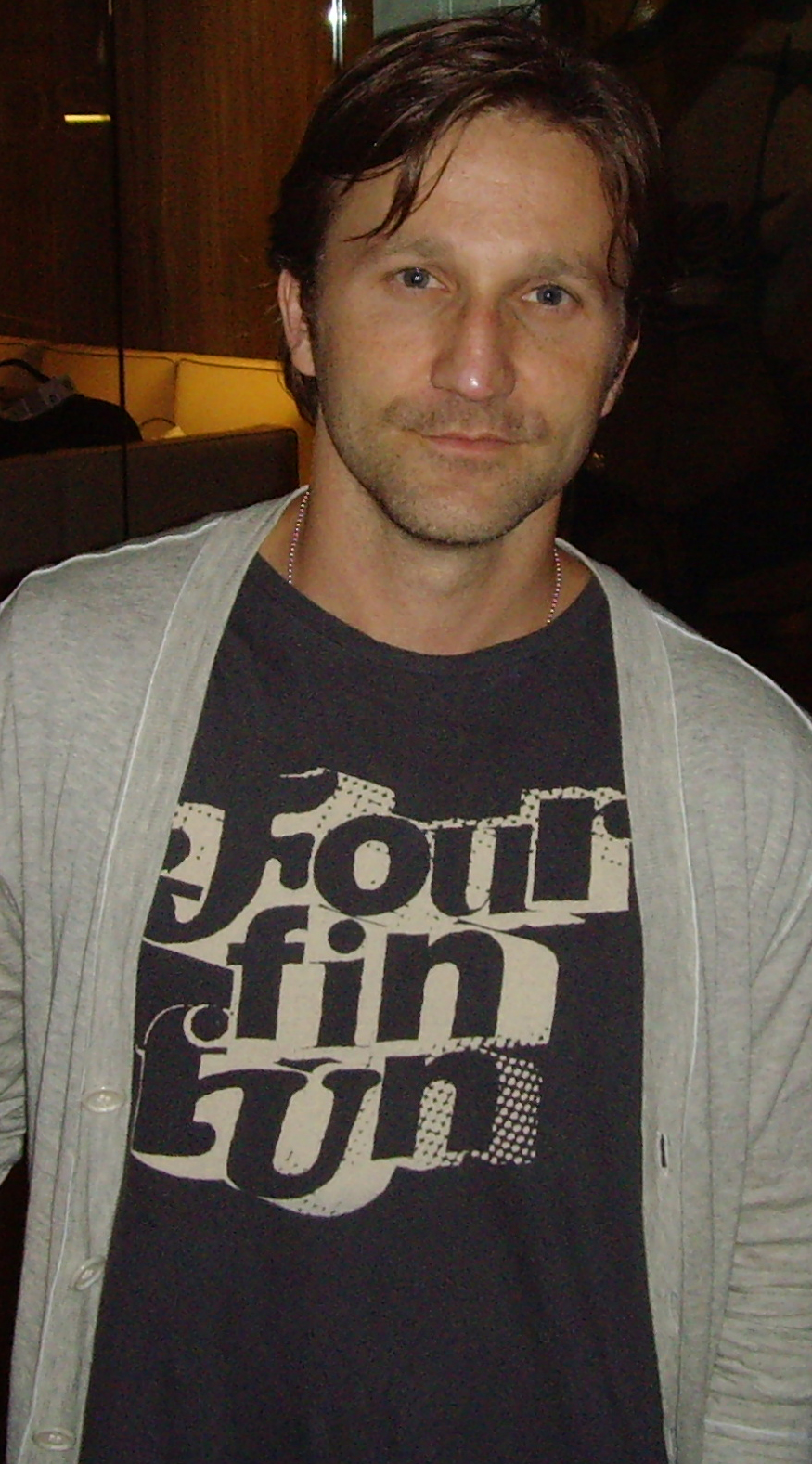
مایر در فوریه ۲۰۰۷

او دوباره با ایمی اسمارت در یک فیلم دیگر درباره مسابقات دویدنی همبازی شد، این بار به عنوان بخشی از مجموعه چندخطی فیلم سگ‌دو (۲۰۰۱)، که به نوعی ادای احترام به فیلم‌های تعقیب ستاره‌دار کمدی دهه ۱۹۶۰، مانند دنیای دیوانه، دیوانه، دیوانه، دیوانه است. مایر در فیلم کمدی تخیلی-فانتزی کیت و لئوپولد (۲۰۰۱) در نقش برادر شخصیت مگ رایان بازی کرد. او همچنین نقش جان آرباکل، صاحب بیچاره و معروف گربه کمیک استریپ را در اقتباس سینمایی گارفیلد (۲۰۰۴) ایفا کرد.
مایر همچنین در فیلم ایالت آبی (۲۰۰۷) با بازی آنا پاکوین حضور داشت، جایی که او نقش یک جوان لیبرال پرشور را بازی می‌کند که در کمپین انتخاباتی جان کری در انتخابات ۲۰۰۴ شرکت می‌کند. او مستأصلانه قول می‌دهد اگر بوش در انتخابات پیروز شود، به کانادا نقل مکان خواهد کرد و در سفرش با یک زن جوان مرموز، که توسط پاکوین بازی می‌شود، ملاقات می‌کند. او همچنین در فیلم ارواح دوست‌دخترهای سابق (۲۰۰۹) در کنار متیو مک‌کانهی نقش‌آفرینی کرد. مایر در فیلم کمدی سیاه مستقل عظمت زندگی (۲۰۲۱) در کنار امیلی کینی و گیسل آیزنبرگ بازی کرد، که درباره مردی خودکشی‌طلب است که با زندگی و عشق دست و پنجه نرم می‌کند.
مایر به طور منظم در مرغ ربات نوشتن و صدای شخصیت‌ها را انجام می‌دهد و برای نوشتن خود در ویژه‌برنامه‌های مرغ ربات: جنگ ستارگان نامزد جایزه امی شده است. او همچنین صدای جوزف گریببل نوجوان را در مجموعه انیمیشنی پادشاه تپه به عهده داشت و در مجموعه حداکثر تیتان از ادالت سویم بازی کرده است.
مایر همچنین یک موسیقی‌دان است و در گروه پانک یوزپلنگ‌های قدم‌زن خیابان درام می‌زند و با هنرمندانی از جمله نگهبان شب، بن هارپر، سایپرس هیل، اسلش و پری فارل در کافه هتل لس آنجلس همکاری کرده است.
مایر قبلاً درام‌زن گروه پشتیبان پروژه جانبی تام مورلو به نام مبارز آزاد ارکستر نگهبان شب بود و در تور عدالت موریلو در سال ۲۰۰۸ شرکت کرد. او در ویدئوی «۱۰۰ نفرین کوچک» گروه باشگاه اجتماعی رفتگر خیابان و «پرومندا» نیز ظاهر می‌شود.

## زندگی شخصی
مایر در ۱۴ اکتبر ۲۰۰۱ با فیلم‌نامه‌نویس و کارگردان فیلم، دبورا کاپلان ازدواج کرد و از او دو دختر دارد. آنها در سال ۲۰۱۴ طلاق گرفتند.
از سال ۲۰۲۴، او در حال حاضر با کلی ریزو، بیوه باب سگت، قرار می‌گذارد.
برادرش، فرانک مایر، کارمند و تهیه‌کننده فِرِش اینک آنلاین در G4tv.com است.

## فیلم‌شناسی

### سینما
| سال  | عنوان                      | نقش              | یادداشت                    |
| ---- | -------------------------- | ---------------- | -------------------------- |
| ۱۹۹۰ | کمپ کوکامونگا              | کدی              |                            |
| ۱۹۹۱ | فردی مرده است: آخرین کابوس | اسپنسر لوئیس     |                            |
| ۱۹۹۵ | بی‌سرنخ                     | تراویس برکینستاک |                            |
| ۱۹۹۶ | حیله                       | میت              |                            |
| ۱۹۹۶ | فرار از لس آنجلس           | موج‌سوار          |                            |
| ۱۹۹۷ | پرفونتین                   | پت تایسون        |                            |
| ۱۹۹۷ | مسح                        | گرگ زارنیکی      |                            |
| ۱۹۹۸ | رقصنده، تگزاس پاپ. ۸۱      | کلر کلمن         |                            |
| ۱۹۹۸ | نمی‌توانم صبر کنم           | والتر            | بدون اعتبار                |
| ۱۹۹۸ | ۵۴                         | گرگ راندازو      |                            |
| ۱۹۹۹ | برو                        | تاینی            |                            |
| ۱۹۹۹ | نفوذی                      | پسر شارون        |                            |
| ۱۹۹۹ | چراغ‌های عقب محو می‌شوند     | کول              |                            |
| ۲۰۰۰ | سفر جاده‌ای                 | جاش پارکر        |                            |
|      | جوسی و پوسی‌کت              | مارکو            |                            |
| ۲۰۰۱ | سگ‌دو                       | نیک شفر          |                            |
| ۲۰۰۱ | کیت و لئوپولد              | چارلی مک‌کی       |                            |
| ۲۰۰۲ | پینوکیو                    | پینوکیو          | صداپیشه نسخه انگلیسی       |
| ۲۰۰۴ | گارفیلد                    | جان آرباکل       |                            |
| ۲۰۰۴ | انفجار                     | جمال             |                            |
| ۲۰۰۵ | هربی پرواز می‌کند           | ری پیتون         |                            |
| ۲۰۰۵ | ریباند                     | تیم فینک         |                            |
| ۲۰۰۶ | کافئین                     | دیلان            |                            |
| ۲۰۰۶ | گارفیلد ۲                  | جان آرباکل       |                            |
| ۲۰۰۷ | ایالت آبی                  | جان لوگ          |                            |
| ۲۰۰۸ | نمایش شب                   | تونی             |                            |
| ۲۰۰۹ | ارواح دوست‌دخترهای سابق     | پاول مید         |                            |
| ۲۰۱۰ | دوشیزه سرقت                | هنرمند گرسنه     |                            |
| ۲۰۱۳ | ۳ گیزرز!                   | برکین            | مستند                      |
| ۲۰۱۳ | من آن صدا را می‌شناسم       | خودش             |                            |
| ۲۰۱۹ | تغییر زمین                 | دن               |                            |
| ۲۰۲۰ | شماره کالیفرنیا            | بازیگر معروف     |                            |
| ۲۰۲۰ | غیر باردار                 | مارک             |                            |
| ۲۰۲۱ | با خوشحالی                 | ریچارد           |                            |
| ۲۰۲۱ | عظمت زندگی                 | کیسی             | تاریخ انتشار: ۶ آوریل ۲۰۲۱ |

### تلویزیون
| سال        | عنوان            | نقش          | یادداشت                      |
| ---------- | ---------------- | ------------ | ---------------------------- |
| ۲۰۰۰–۲۰۱۰  | پادشاه تپه       | جوزف گریبل   | ۶۲ قسمت                      |
| ۲۰۰۵–اکنون | مرغ ربات         | صداهای مختلف | همچنین نویسنده و تهیه‌کننده   |
| ۲۰۰۸       | قهرمان‌ها         | فرک          | ۲ قسمت                       |
| ۲۰۱۸       | بازمانده برگزیده | تری کیرک‌من   | ۶ قسمت                       |
| ۲۰۲۰       | بابای آمریکایی!  | خودش         | قسمت: «ستاره‌ای زاده شده است» |
| ۲۰۲۱       | دختران خوب       | ونس          | ۶ قسمت                       |